# Cianat de liti
El cianat de liti és un compost inorgànic, del grup de les sals, que està constituït per anions cianat {\displaystyle {\ce {OCN-}}} i cations liti (1+) {\displaystyle {\ce {Li+}}}, la qual fórmula química és {\displaystyle {\ce {LiOCN}}}.

## Propietats
El cianat de liti és un compost de color blanc que cristal·litza en el sistema trigonal, grup espacial R3m. Té un punt de fusió de 475 °C. És lleugerament higroscòpic i té una solubilitat en aigua de 67,5 grams en 100 g a 25 °C.

## Preparació
El cianat de sodi fou sintetitzat per primer cop per William P. Ter Horst el 1950 a partir de carbonat de liti {\displaystyle {\ce {Li2CO3}}} i urea {\displaystyle {\ce {NH2CONH2}}} escalfant a 600 °C segons la reacció:
{\displaystyle {\ce {Li2CO3 + 2NH2CONH2 -> 2LiOCN + CO2 + 2NH3 + H2O}}}

## Aplicacions
S'ha proposat el seu ús com a pesticida contra els àcars.